# Justinuskirche
Justinuskirche ist der Name von Kirchengebäuden, die nach den Heiligen Justin der Märtyrer, Justin der Bekenner, Justin von Chieti oder Justinus de Jacobis benannt sind. Folgende Kapellen und Kirchen tragen oder trugen diesen Namen:

## Deutschland
- Pfarrkirche St. Justinus in Alzenau
- St. Justinus und St. Laurentius in Ettersburg, Thüringen
- Justinuskirche in Frankfurt-Höchst, bis zum Jahr 1298, danach der Margareta von Antiochia geweiht
- St.-Justinus-Kirche (Waldstetten)

## Frankreich
- St-Justin (Louvres)

## Italien
- San Giustino, Titelkirche in Rom